# Karel Paulus
Karel Paulus (Dolní Brusnice, 1933. január 3. – Bílá Třemešná, 2003. október 31.) olimpiai ezüstérmes csehszlovák válogatott cseh röplabdázó.

## Pályafutása
Az 1955-ös, az 1958-as Európa-bajnokságon és az 1956-os franciaországi világbajnokságon aranyérmet nyert a válogatottal. Az 1960-as brazíliai és az 1962-es szovjetunióbeli világbajnokságon az ezüstérmet szerzett csapat tagja volt.
Pályafutása utolsó nagy világversenyén, az 1964-es tokiói olimpián ezüstérmet szerzett a válogatottal.

## Sikerei, díjai
- Olimpiai játékok
  - ezüstérmes: 1964, Tokió
- Világbajnokság
  - aranyérmes: 1956, Franciaország
  - ezüstérmes: 1960, Brazília, 1962, Szovjetunió
- Európa-bajnokság
  - aranyérmes: 1955, Románia, 1958, Csehszlovákia